# Anomoderus rugosicollis
Anomoderus rugosicollis är en skalbaggsart som beskrevs av Aurivillius 1922. Anomoderus rugosicollis ingår i släktet Anomoderus och familjen långhorningar.
Artens utbredningsområde är Seychellerna. Inga underarter finns listade i Catalogue of Life.